# Dorset Police
Dorset Police – brytyjska formacja policyjna, pełniąca funkcję policji terytorialnej na obszarze całego hrabstwa ceremonialnego Dorset. Według stanu na 31 marca 2012, liczy 1378 funkcjonariuszy.

## Galeria

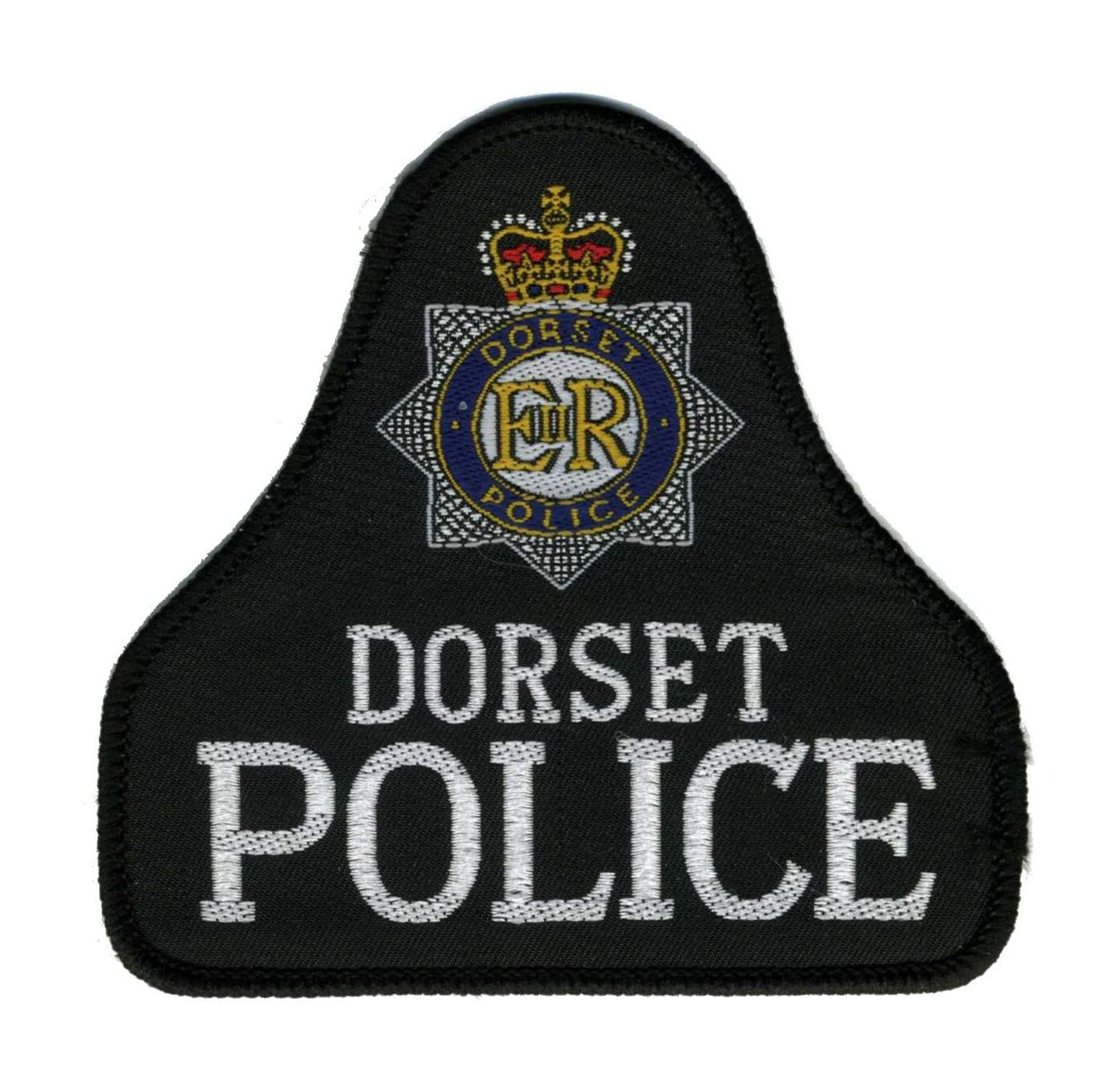
Naszywka mundurowa
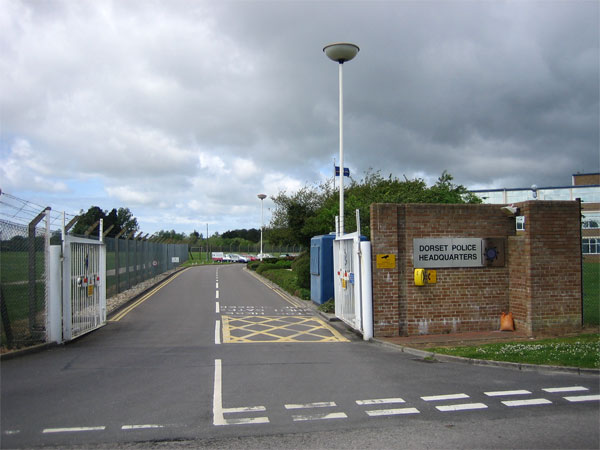
Brama kwatery głównej Dorset Police w Winfrith Newburgh
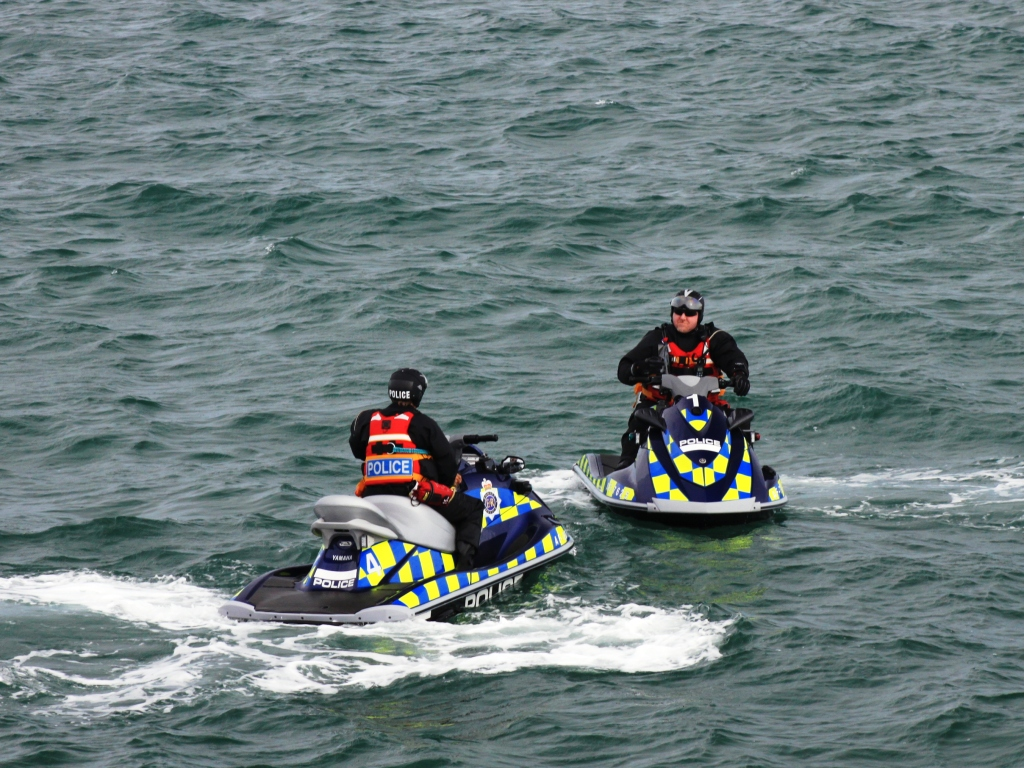
Funkcjonariusze Dorset Police zabezpieczający olimpijskie zawody żeglarskie w 2012
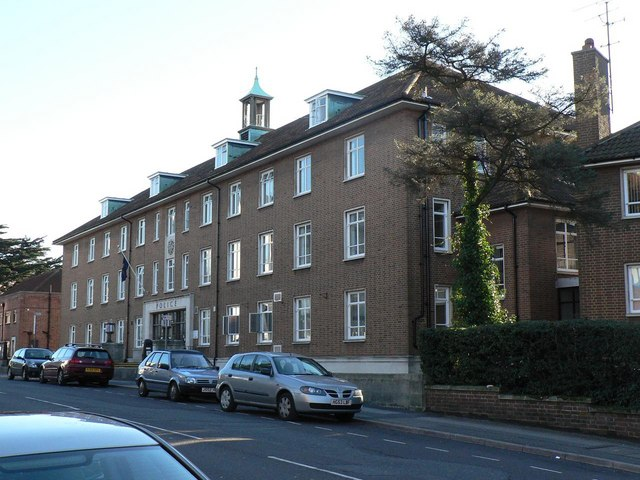
Główny komisariat w Bournemouth